# La Chapelle-Saint-Sauveur (Saône-et-Loire)
Pour les articles homonymes, voir La Chapelle-Saint-Sauveur et La Chapelle.
La Chapelle-Saint-Sauveur est une commune française située dans le département de Saône-et-Loire, en région Bourgogne-Franche-Comté.

## Géographie
La Chapelle-Saint-Sauveur fait partie de la Bresse louhannaise.

### Climat
Pour des articles plus généraux, voir Climat de la Bourgogne-Franche-Comté et Climat de Saône-et-Loire.
En 2010, le climat de la commune est de type climat océanique dégradé des plaines du Centre et du Nord, selon une étude du Centre national de la recherche scientifique s'appuyant sur une série de données couvrant la période 1971-2000. En 2020, Météo-France publie une typologie des climats de la France métropolitaine dans laquelle la commune est exposée à un climat semi-continental et est dans la région climatique Bourgogne, vallée de la Saône, caractérisée par un bon ensoleillement (1 900 h/an), un été chaud (18,5 °C), un air sec au printemps et en été et des vents faibles.
Pour la période 1971-2000, la température annuelle moyenne est de 10,9 °C, avec une amplitude thermique annuelle de 17,6 °C. Le cumul annuel moyen de précipitations est de 962 mm, avec 11,9 jours de précipitations en janvier et 8 jours en juillet. Pour la période 1991-2020, la température moyenne annuelle observée sur la station météorologique de Météo-France la plus proche, « Lombard », sur la commune de Lombard à 19 km à vol d'oiseau, est de 12,1 °C et le cumul annuel moyen de précipitations est de 1 128,6 mm. 
La température maximale relevée sur cette station est de 39,5 °C, atteinte le 24 juillet 2019 ; la température minimale est de −16,5 °C, atteinte le 5 février 2012,,.
Les paramètres climatiques de la commune ont été estimés pour le milieu du siècle (2041-2070) selon différents scénarios d'émission de gaz à effet de serre à partir des nouvelles projections climatiques de référence DRIAS-2020. Ils sont consultables sur un site dédié publié par Météo-France en novembre 2022.

## Urbanisme

### Typologie
Au 1er janvier 2024, La Chapelle-Saint-Sauveur est catégorisée commune rurale à habitat très dispersé, selon la nouvelle grille communale de densité à sept niveaux définie par l'Insee en 2022.
Elle est située hors unité urbaine et hors attraction des villes,.

### Occupation des sols
L'occupation des sols de la commune, telle qu'elle ressort de la base de données européenne d’occupation biophysique des sols Corine Land Cover (CLC), est marquée par l'importance des territoires agricoles (84 % en 2018), une proportion sensiblement équivalente à celle de 1990 (83,9 %). La répartition détaillée en 2018 est la suivante : zones agricoles hétérogènes (52,4 %), prairies (17,4 %), terres arables (14,2 %), forêts (11,9 %), zones urbanisées (3,6 %), eaux continentales (0,6 %). L'évolution de l’occupation des sols de la commune et de ses infrastructures peut être observée sur les différentes représentations cartographiques du territoire : la carte de Cassini (XVIIIe siècle), la carte d'état-major (1820-1866) et les cartes ou photos aériennes de l'IGN pour la période actuelle (1950 à aujourd'hui).

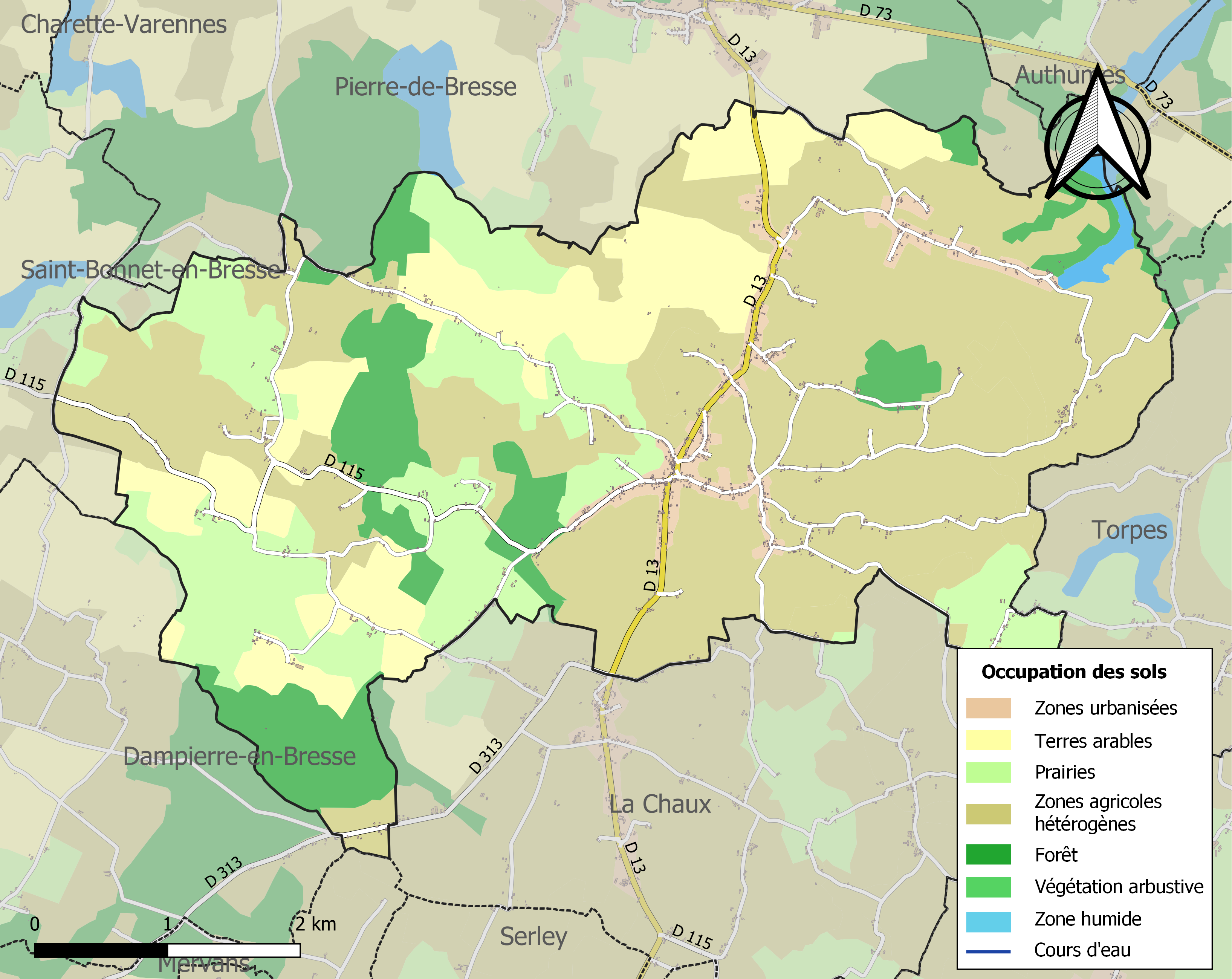
Carte des infrastructures et de l'occupation des sols de la commune en 2018 (CLC).

## Histoire
1637 : l’ancienne église de la Chapelle-Saint-Sauveur est brûlée par les Comtois. Elle est transférée en la « chapelle » des moines de Saint-Pierre et placée sous le vocable de la Trinité (le chœur gothique actuel correspond à cette chapelle).
Sous la Révolution française, la commune porta provisoirement le nom de Masselibre.

## Politique et administration

### Tendances politiques et résultats

#### Élections législatives
Le village de La Chapelle-Saint-Sauveur faisant partie de la quatrième circonscription de Saône-et-Loire, place en tête lors du 1er tour des élections législatives françaises de 2022, Cécile Untermaier (PS), députée sortante, arrive en tête avec 36,65 % des suffrages comme lors du second tour, avec cette fois-ci, 54,13 % des suffrages.

### Liste des maires de la Chapelle-Saint-Sauveur
| Période                                  | Période  | Identité              | Étiquette | Qualité                                |
| ---------------------------------------- | -------- | --------------------- | --------- | -------------------------------------- |
| mars 1989                                | 2020     | Jacques Guiton        | UMP-LR    | Président de la communauté de communes |
| 2020                                     | En cours | Marie-Françoise Garot |           |                                        |
| Les données manquantes sont à compléter. |          |                       |           |                                        |

## Démographie
L'évolution du nombre d'habitants est connue à travers les recensements de la population effectués dans la commune depuis 1793. Pour les communes de moins de 10 000 habitants, une enquête de recensement portant sur toute la population est réalisée tous les cinq ans, les populations de référence des années intermédiaires étant quant à elles estimées par interpolation ou extrapolation. Pour la commune, le premier recensement exhaustif entrant dans le cadre du nouveau dispositif a été réalisé en 2005.

En 2022, la commune comptait 641 habitants, en évolution de −5,46 % par rapport à 2016 (Saône-et-Loire : −1,06 %, France hors Mayotte : +2,11 %).
| 1793  | 1800  | 1806  | 1821  | 1831  | 1836  | 1841  | 1846  | 1851  |
| ----- | ----- | ----- | ----- | ----- | ----- | ----- | ----- | ----- |
| 1 503 | 1 381 | 1 430 | 1 786 | 1 828 | 1 904 | 1 900 | 1 855 | 1 815 |

| 1856  | 1861  | 1866  | 1872  | 1876  | 1881  | 1886  | 1891  | 1896  |
| ----- | ----- | ----- | ----- | ----- | ----- | ----- | ----- | ----- |
| 1 734 | 1 700 | 1 786 | 1 712 | 1 807 | 1 732 | 1 733 | 1 656 | 1 624 |

| 1901  | 1906  | 1911  | 1921  | 1926  | 1931  | 1936  | 1946  | 1954  |
| ----- | ----- | ----- | ----- | ----- | ----- | ----- | ----- | ----- |
| 1 621 | 1 628 | 1 593 | 1 367 | 1 322 | 1 327 | 1 232 | 1 117 | 1 035 |

| 1962 | 1968 | 1975 | 1982 | 1990 | 1999 | 2005 | 2006 | 2010 |
| ---- | ---- | ---- | ---- | ---- | ---- | ---- | ---- | ---- |
| 927  | 824  | 743  | 668  | 691  | 639  | 686  | 682  | 675  |

| 2015 | 2020 | 2022 | - | - | - | - | - | - |
| ---- | ---- | ---- | - | - | - | - | - | - |
| 676  | 647  | 641  | - | - | - | - | - | - |

## Culte
La Chapelle-Saint-Sauveur est rattachée à la paroisse Notre-Dame de Bresse Finage qui compte seize clochers, autour de Pierre-de-Bresse (où se trouve son siège).

## Culture locale et patrimoine

### Lieux et monuments
Sont à voir sur le territoire de la commune :
- l'église placée sous le vocable de la Trinité (reconstruite après 1637)[21], avec sa superbe fresque et son clocher du XIXe siècle coiffé d'un toit de type « comtois »[22] ;
- un lavoir.

Le village possède par ailleurs :
- un étang où on peut pêcher tranquillement ;
- une mairie ;
- une école (uniquement les maternelles, les primaires sont dans un village voisin : La Chaux) ;
- une boulangerie/épicerie ;
- un terrain de tennis ;
- deux restaurants ;
- quatre gîtes ;
- des chemins de randonnées pédestre et équestre ;
- une piscine ;
- plan d'eau naturel pour se baigner tout l'été ;
- un terrain de cross ;
- un terrain acrosport.

## Pour approfondir